# Joseph de Parpaille
Joseph de Parpaille, francisation de Giuseppe Parpaglia, né à Turin et mort aux Allues le 25 juillet 1598, est un ecclésiastique piémontais qui fut archevêque-comte de Tarentaise pendant vingt-cinq ans, à la fin du XVIe siècle.

## Biographie
Giuseppe Parpaglia, né à Turin, est issu de la famille des seigneurs de Revigliasco d'Asti. Il est abbé de Santo Stefano Belbo et ambassadeur auprès de la république de Venise pour le duc Emmanuel-Philibert de Savoie. Il est nommé archevêque-comte de Tarentaise, le 21 octobre 1573, mais il ne prend possession de son diocèse que le 6 février 1575. En octobre de l'année suivante, il prête le serment de fidélité.
Le 25 juillet 1598, il meurt de la peste aux Allues où il est inhumé,.